# Bienal das Américas

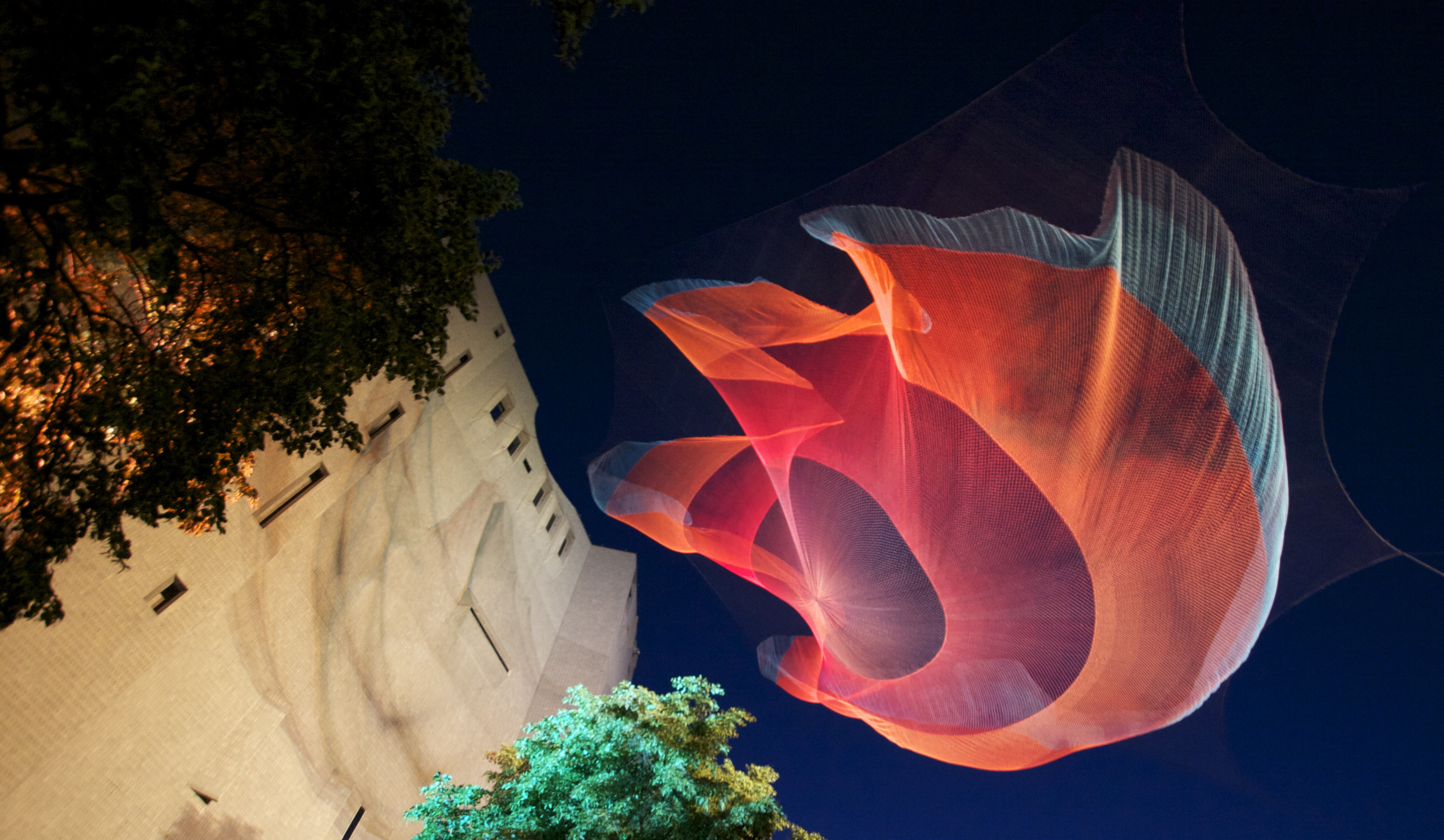
Escultura de Janet Echelman durante a edição de 2010.

A Bienal das Américas é um festival internacional de ideias, arte e cultura, sediado em Denver, Colorado, Estados Unidos.
Em 2015 a Bienal teve o tema "Now!", destacando a impermanência das relações atuais, entre as pessoas, informação, natureza e tecnologia reinventando a forma como vivemos.